# Red Star OS
Red Star OS és un sistema operatiu GNU/Linux de Corea del Nord. El desenvolupament es va iniciar el 1998 a al Centre de Computació de Corea (KCC). Abans del seu llançament, els ordinadors de Corea del Nord solien utilitzar Red Hat Linux.
La versió 3.0 va ser llançada a l'estiu de 2013, però a 2014, la versió 1.0 continua sent àmpliament utilitzada. S'ofereix només en una edició en Coreà, localització amb terminologia i ortografia nord coreana.

## Especificacions
Red Star OS té moltes característiques modificades, com el navegador web Mozilla Firefox anomenat Naenara, utilitzat per buscar al portal web de Naenara a la xarxa d'Internet de Corea del Nord coneguda com a Kwangmyong. La paraula Naenara significa "El meu pais" en Coreà. Naenara ve amb dos cercadors. Altres programaris que inclou poden ser un editor de text, un client de correu electrònic, reproductors multimèdia, i jocs. La versió 3, igual que els seus predecessors, corre Wine, una peça de programari que permet correr programes per a Windows puguin ser executats sota Linux
Red Star OS 3.0, igual que els seus predecessors, utilitza un escriptori KDE 3. Tanmateix, 3.0 és molt semblant a Apple OS X abans de Lion, mentre que les versions anteriors s'assemblaven més a Windows XP; l'actual líder norcoreà Kim Jong-un es va veure amb un iMac en el seu escriptori en una foto de 2013, que indica una possible connexió amb el redisseny.
La instal·lació en DVD està disponible a Corea del Nord per 25 centaus.

## Atenció mediàtica

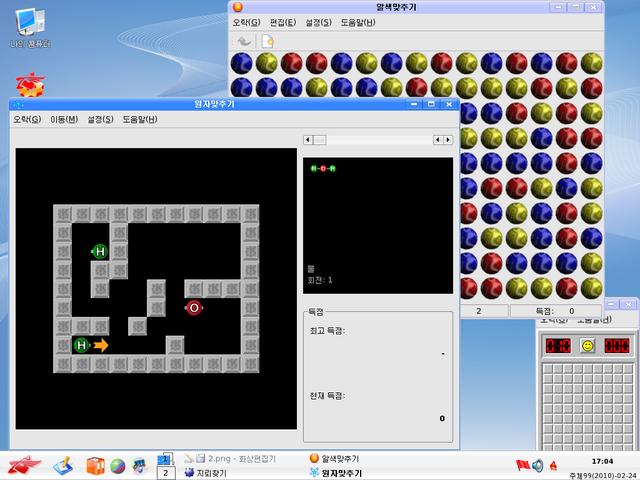
Jocs integrats a la versió 2.0 de Red Star OS

El basat en Japó, periòdic afiliat de Corea del NordChoson Sinbo va entrevistar dos programadors de Red Star OS el juny de 2006. Al febrer de 2010, un estudiant internacional rus a la Universitat Kim Il-sung a Pyongyang va comprar una còpia i va publicar al seu voltant un compte de LiveJournal; La estació de televisió russa RT va recollir la seva publicació de LiveJournal i la va traduir a l'anglès. Els blocs de tecnologia en anglès, inclosos Engadget i Osnews, així com del servei de cable sud-coreà tal com Yonhap, va continuar repostant el contingut. A finals de 2013, Will Scott, que estava visitant la Universitat de Ciència i Tecnologia de Pyongyang, va comprar una còpia de la versió 3 d'un minorista de KCC al sud de Pyongyang i va carregar captures de pantalla a Internet.
El 2015, dos investigadors alemanys parlen a la Chaos Communication Congress va descriure el funcionament intern del SO. El govern de Corea del Nord vol rastrejar el mercat subterrani de memòries USB utilitzat per intercanviar pel·lícules, música i escriptura estrangeres, així que el sistema filigranes tots els fitxers en suports portàtils connectats a ordinadors.

## Història

### Versió 1.0

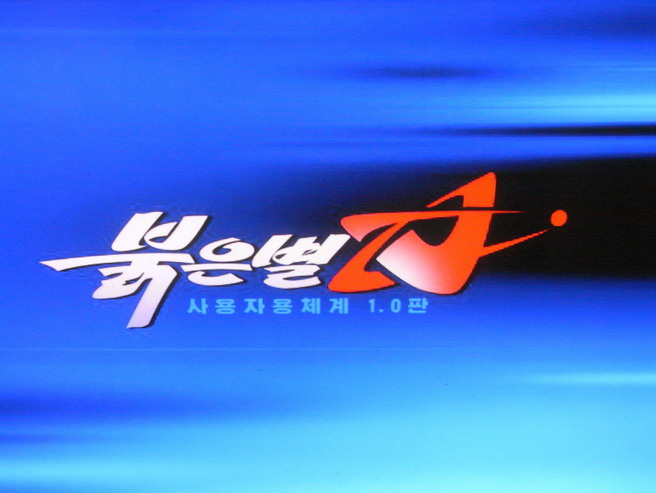
La pantalla d'arrencada d'inici de Red Star 1.0

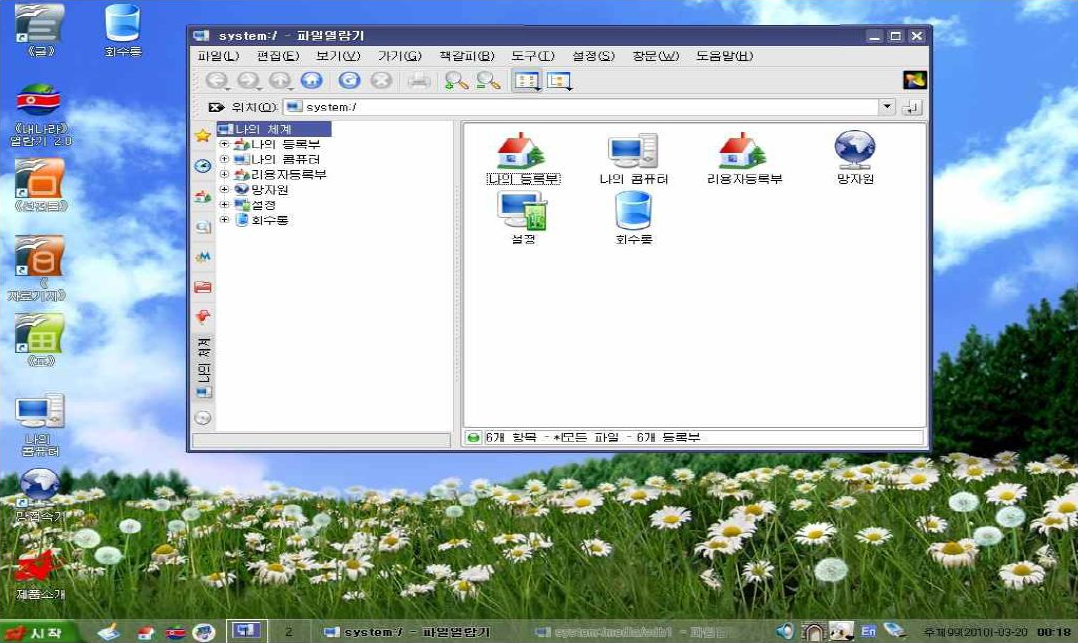
L'escriptori de Red Star 1.0 i el gestor de fitxers predeterminat

La primera versió va aparèixer el 2008. És molt semblant al sistema operatiu Windows XP.
Aquesta versió va comptar amb el navegador web "Naenara", basat en Mozilla Firefox, i un conjunt d'eines ofimàtiques basades en Open Office, anomenat "Uri 2.0". Wine també està inclòs.

### Versió 2.0
El desenvolupament de la versió 2.0 va començar el març de 2008 i es va completar el 3 de juny del 2009. Igual que el seu predecessor, es basa en l'aparença de Windows XP, i tenia un preu de 2000 Won nord-coreà (aprox. US$15).
El navegador web "Naenara" també s'inclou en aquesta versió. El navegador va ser llançat el 6 d'agost de 2009, com a part del sistema operatiu, i es va obtenir un preu de 4000 Won de Corea del Nord (aproximadament US$28).
El sistema operatiu utilitza un disseny de teclat especial que difereix molt del disseny estàndard de Corea del Sud.

### Versió 3.0
La versió 3.0 es va introduir el 15 d'abril de 2012, i sembla la que més recorda als sistemes OS X. La nova versió admet adreces IPv4 i IPv6.
El sistema operatiu ve preinstal·lat amb diverses aplicacions que controlen els seus usuaris. Si l'usuari intenta desactivar les funcions de seguretat, el sistema operatiu pot reiniciar-se o destruir-se. A més, una eina de marca d'aigua integrat al sistema que marca tots els continguts dels mitjans amb el número de sèrie del disc dur. Això fa possible que les autoritats de Corea del Nord rastrequin la difusió dels fitxers. El sistema també té un programari "antivirus" amagat que és capaç d'eliminar arxius censats que són emmagatzemats de forma remota pel servei secret nord-coreà. Hi ha un grup d'usuaris anomenat "administrador" en el sistema operatiu. Tanmateix, els usuaris no poden obtenir privilegis complets al sistema, fins i tot si són administradors. Comandes com sudo i su no estan disponibles.
Aquesta versió està disponible amb un preu de 32 won de nord de Corea ($ 0,25).

### Versió 4.0
Una variació de servidor de la versió 4.0 sembla utilitzada actualment al lloc web de la companyia aèria nacional de Corea del Nord Air Koryo. Es coneix molt poc de la versió 4.0.

## Vulnerabilitats
L'any 2016, l'empresa de seguretat Hackerhouse va trobar una vulnerabilitat de seguretat en el navegador web integrat Naenara. Aquesta vulnerabilitat permet executar ordres a l'ordinador si l'usuari fa clic a un enllaç preparat correctament. Probablement, això es deu a un problema en processar les URL que realitzen funcions com ara Mailto o calendari sense els paràmetres per netejar el codi de fragments no desitjats.